# Kika (TV-kanal)

Logotyp för Kika, sedan 14 februari 2012

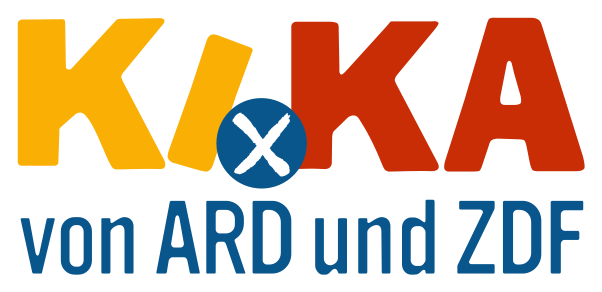
Logotyp för KI.KA (2008)

Kika, i marknadsföringssyfte skrivet KiKA eller Ki.Ka, är förkortningen för Kinder-Kanal, en särskild tysk TV-kanal med enbart barnprogram. Kika ägs av MDR, ett dotterbolag till största tyska TV-stationsnätet ARD. Kika började sända 1 januari 1997 från Erfurt och är ett samarbete mellan ARD och ZDF. Det är ett statligt bolag och Kika är reklamfri. Målgruppen är barn mellan 3 och 13 år. Från klockan 6 på morgonen till 21 på kvällen sänds filmer i många genrer: långfilm, tecknad film, reportage och informationsprogram.